# Larry Semon
Larry Semon (ur. 16 lipca 1889 w West Point, zm. 8 października 1928 w Gracelon Ranch) – amerykański reżyser, scenarzysta, aktor i producent filmowy.

## Filmografia
Scenarzysta
- 1916: Mężczyzna z Egiptu
- 1918: Bears and Bad Men
- 1925: Czarodziej z Oz
- 1927: Spuds

Producent
- 1920: The Stage Hand
- 1923: The Barnyard
- 1926: Stop, Look and Listen

Reżyser
- 1916: Captain Jinks' Evolution
- 1918: Bears and Bad Men
- 1925: Czarodziej z Oz
- 1927: Spuds

Aktor
- 1916: Mężczyzna z Egiptu
- 1919: Dull Care jako Detektyw
- 1925: Czarodziej z Oz jako Bert Larry
- 1927: Ludzie podziemia
- 1928: A Simple Sap jako It

## Wyróżnienia
Posiada swoją gwiazdę na Hollywoodzkiej Alei Gwiazd.